# Maianthemum atropurpureum
Maianthemum atropurpureum är en sparrisväxtart som först beskrevs av Adrien René Franchet, och fick sitt nu gällande namn av Lafrankie. Maianthemum atropurpureum ingår i släktet ekorrbärssläktet, och familjen sparrisväxter. Inga underarter finns listade i Catalogue of Life.